# 570-es busz
Az 570-es jelzésű regionális autóbusz Albertirsa, vasútállomás és Dánszentmiklós, Csetneki sz. között közlekedik. A járatot a MÁV Személyszállítási Zrt. üzemelteti.

## Története
A korábbi 2496-os járat 2016. december 11-étől 570-es jelzéssel közlekedik.

## Megállóhelyei
| 0  | Albertirsa, vasútállomás végállomás         | 20 | 15 | 564, 565, 567, 568, 569 S50 G50 Z50 sebesvonat, gyorsvonat |
| 2  | Albertirsa, III. külkerület                 | 18 | 13 |                                                            |
| 4  | Albertirsa, Trafóállomás                    | 16 | 11 |                                                            |
| 6  | Albertirsa, 5-ös km-kő                      | 14 | 9  |                                                            |
| 8  | Dánszentmiklós, Muskátli utca               | 12 | 7  |                                                            |
| 9  | Dánszentmiklós, alsó iskola                 | 11 | 5  | 612                                                        |
| 11 | Dánszentmiklós, posta                       | 9  | 3  | 612                                                        |
| 12 | Dánszentmiklós, Állami Gazdaság bejárati út | 8  | 2  | 612                                                        |
| 13 | Dánszentmiklós, községháza*                 | 7  | 0  | 612                                                        |
| 14 | Dánszentmiklós, Ady Endre Általános Iskola  | 6  | ∫  |                                                            |
| 16 | Dánszentmiklós, 3-as km-kő                  | 4  | ∫  |                                                            |
| 18 | Dánszentmiklós, Ugodi tanya                 | 2  | ∫  |                                                            |
| 19 | Dánszentmiklós, Rózsa utca                  | 1  | ∫  |                                                            |
| 20 | Dánszentmiklós, Csetneki sz. végállomás     | 0  | ∫  |                                                            |

*: munkanapokon Albertirsa felé az utolsó járat a községházától indul.